# Crashing Around You
Crashing Around You è una canzone del gruppo musicale statunitense Machine Head.
Proviene dalla lista tracce del loro quarto album in studio Supercharger e fu pubblicata come singolo nel 2001. Il brano è presente anche nell'album dal vivo del gruppo Hellalive.

## Video musicale
Il video per la canzone fu pubblicato pochi giorni prima degli attentati dell'11 settembre 2001, e mostra il gruppo che esegue la canzone davanti ad uno sfondo che alterna la skyline di una grande città con fiamme dirompenti sulla stessa, alternandosi con inquadrature di un uomo affetto da disturbi mentali. A causa dei contenuti, parzialmente corrispondenti alle vicende di quel periodo, MTV cancellò il video dal proprio palinsesto.

## Tracce
Testi di Robb Flynn.
1. Crashing Around You – 3:17 (musica: Flynn)
2. Silver (Live) – 4:28 (musica: Flynn, Ahrue Luster)
3. Ten Ton Hammer (Live) – 5:06 (musica: Flynn, Logan Mader, Adam Duce, Dave McClain)

1. Crashing Around You – 3:13 (musica: Flynn)

## Classifiche (2001)
- Regno Unito (OCC), posizione massima 89[2]
- UK Rock and Metal (OCC), posizione massima 12[3]